# 周莉 (传媒人物)
周莉（1951年8月—），安徽安庆人，汉族，中华人民共和国政治人物，中国共产党党员，第十一届全国人民代表大会江苏地区代表。

## 生平
毕业于江苏省高等教育自学考试汉语言文学专业。1997年3月至2002年12月，担任江苏省南京电视台台长、党组书记。
2002年12月至2003年4月，担任中共南京市委宣传部副部长兼南京广播电视集团党委书记、南京广播电视台台长、南京广播电视集团董事长。
2003年4月至2012年4月，担任江苏省广播电视总台台长、党委书记、江苏广播电视集团有限责任公司董事长。2008年起担任全国人大代表。2012年1月辞去江苏省第十届政协常委、委员职务。

### 接受调查
2016年11月24日，检察机关将江苏省广播电视总台前任台长周莉从紫峰大厦的办公室内带走调查。此前，江苏省南京市中级人民法院审理、判决了与江苏省广播电视集团高管相关的多起受贿、巨额财产来源不明案。周莉是与江苏省广播电视集团地面频道广告部原主任缪林，江苏卫视广告部原主任龚立波在同一时期被带走调查的集团高管，但此后无公开报道。